# Distichlis laxiflora
Distichlis laxiflora är en gräsart som beskrevs av Eduard Hackel. Distichlis laxiflora ingår i släktet Distichlis och familjen gräs. Inga underarter finns listade i Catalogue of Life.